# Watch Dogs 2
Vous lisez un « bon article » labellisé en 2024.
Watch Dogs 2 (typographié WATCH_DOGS 2) est un jeu vidéo d'action-aventure et d'infiltration édité par Ubisoft et développé par Ubisoft Montréal, sorti le 15 novembre 2016 sur PlayStation 4 et Xbox One, puis le 29 novembre 2016 sur Microsoft Windows. C'est la suite de Watch Dogs (sorti en 2014), et le deuxième titre de la franchise homonyme. L'histoire, qui se déroule dans la ville de San Francisco aux États-Unis, suit le parcours d'un groupe d'hacktivistes nommé DedSec, et en particulier celui du protagoniste Marcus Holloway.
En amont du développement de Watch Dogs 2, débuté en 2014, Ubisoft Montréal prend en compte les réactions des joueurs au premier jeu afin d'évaluer ce qui peut être amélioré dans le gameplay ; l'équipe effectue également de fréquents voyages en Californie dans le cadre de ses recherches pour recréer l'environnement du jeu. Entretemps, Ubisoft Reflections revoit la mécanique de conduite, et de vrais hackers sont consultés pour valider l'authenticité des scripts, des mécaniques de jeu, et des faits réels liés à l'hacktivisme auxquels il est fait référence, comme le Projet Chanology. La bande-son est composée par Hudson Mohawke. Le budget alloué à Watch Dogs 2 s'élève à 130 millions d'euros, soit 10 millions de plus que son prédécesseur.
Le jeu est accueilli de manière globalement positive par la presse spécialisée, qui salue les améliorations apportées à l'univers, aux personnages, au gameplay, et la plus grande liberté offerte, par rapport au premier volet. Cependant, les problèmes techniques fréquents — par la suite corrigés — sont cités et fustigés. Watch Dogs 2 atteint le sommet des ventes, notamment en France, où il se hisse à la première place pendant sa semaine de lancement, et compte plus de 10 millions d'exemplaires vendus en mars 2020. Une suite, intitulée Watch Dogs: Legion et dont la trame se déroule cette fois à Londres, au Royaume-Uni, paraît le 29 octobre 2020.

## Trame

### Scénario

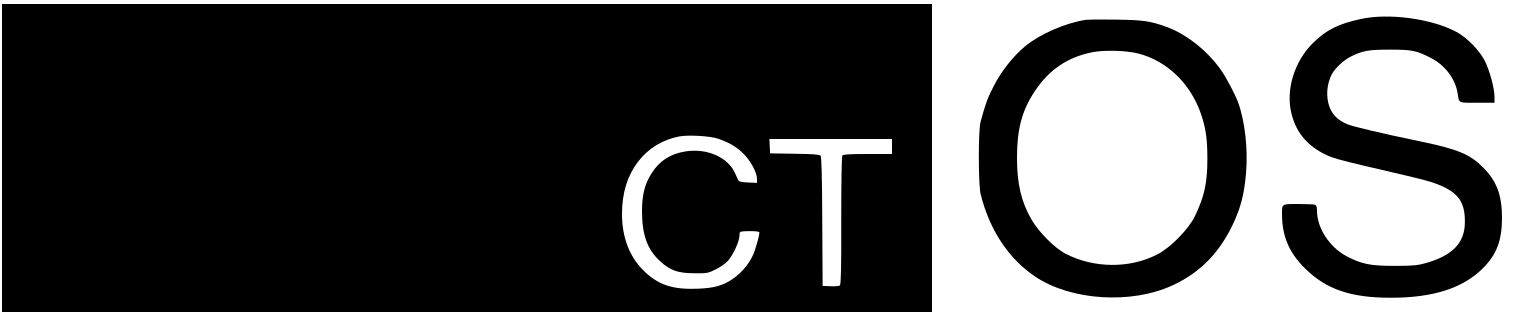
Le CTOS, système de surveillance contrôlant la quasi-totalité des infrastructures de la baie de San Francisco (ici, le logo du premier volet).

À la suite des événements de Chicago en 2016, la baie de San Francisco devient la seconde ville à installer le système de surveillance ctOS, qui centralise toutes les données des habitants et des différents systèmes électroniques de la ville. Marcus Holloway, « jeune et brillant hacker », accusé d'un délit qu'il n'a pas commis, réalise que le ctOS porte préjudice à des citoyens innocents, et décide de travailler au sein du groupe d'hacktivistes DedSec afin de prendre le contrôle de tous les systèmes de surveillance contrôlés par l'entreprise Blume. Pour ce faire, DedSec commence par diffuser plusieurs contenus militants sur les réseaux sociaux afin de gagner en abonnés, et donc en visibilité.
Après plusieurs recherches fructueuses, Josh, l'un des membres de DedSec, découvre certaines irrégularités dans leur nombre d'abonnés. Alors que Marcus enquête, il apprend que DedSec a été utilisé par Dušan Nemec, directeur technique de Blume, afin de vendre le ctOS 2.0 à de potentiels clients craignant pour leurs données. Forcé de quitter la ville pendant un certain temps, DedSec participe à un concours de piratage dans le désert, et fait la rencontre du légendaire hacker Raymond « T-Bone » Kenney. Intéressé par l'idée de les aider, Raymond rejoint DedSec dans leur combat contre Blume. Après avoir piraté le serveur central d'une grande cyber-société, le groupe utilise les données qu'il a acquises pour dénoncer la corruption des forces de l'ordre, des politiciens, et de nombreuses sociétés de la Silicon Valley. Pendant ce temps, Marcus se concentre sur le démantèlement de plusieurs syndicats du crime — après qu'un gang ait assassiné Horatio, autre membre de DedSec, pour avoir refusé de les aider dans leurs opérations — et à la protection de DedSec face aux sabotages du groupe rival de hackers Prime_Eight et du FBI, tous manipulés par Dušan par arriver à ses fins,.
DedSec finit par trouver des informations concernant le projet Bellwether, conçu par Raymond Kenney. Il apprend qu'avec ce programme, et avec l'aide d'un nouveau réseau satellite fait pour contourner les câbles sous-marins, Dušan prévoit d'influencer la finance et la politique mondiales, et de se créer un monopole sur l'ensemble des données informatiques du monde. Dans l'objectif de contrecarrer ce projet, et d'exposer les plans de Dušan au grand jour, DedSec coordonne une vaste opération permettant à Marcus d'infiltrer le siège de Blume à San Francisco, de pirater leurs serveurs et de transmettre à la police toutes les informations qui permettront l'arrestation de Dušan. Dušan appréhendé, DedSec décide de poursuivre son combat contre Blume, bien que l'entreprise fasse déjà l'objet d'une enquête. Dans une scène finale, deux individus non identifiés notent que d'autres cellules DedSec et groupes d'hacktivistes ont émergé dans le monde entier en réponse au scandale de Blume, et qu'il est temps de mettre à exécution leurs propres plans. Le nom de l'enregistrement vidéo est un ensemble de coordonnées situées à Brixton, à Londres, présageant la suite des événements,.

### Univers
Watch Dogs 2 est un monde ouvert situé dans une version fictive de la baie de San Francisco, deux fois plus grande que le Grand Chicago du premier volet,, composée de quatre zones différentes : San Francisco, Oakland, le comté de Marin (qui comprend la ville de Sausalito), et la Silicon Valley. Cet environnement est choisi pour « célébrer l'hacktivisme, un sujet sérieux mais traité sur un ton plus léger que l'histoire de vengeance du premier jeu ». À l'instar de la franchise Grand Theft Auto,,, l'univers de Watch Dogs 2 contient des parodies de sociétés occidentales existantes, en particulier de la Silicon Valley, telles que Nudle (et l'application Nudle Maps), qui est une parodie de Google (et respectivement de Google Maps).

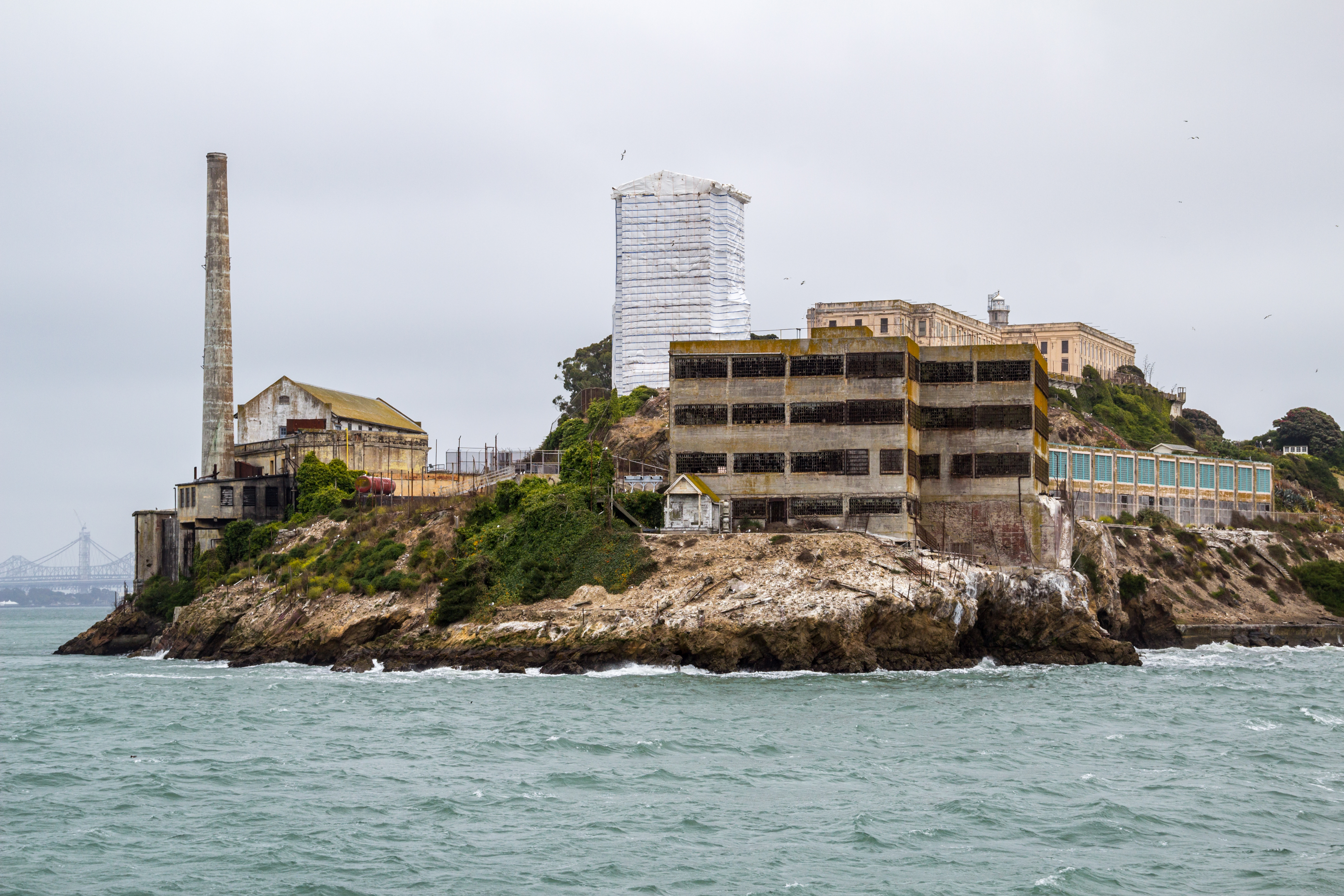
Lancé dans la baie de San Francisco, le joueur peut notamment explorer l'Île d'Alcatraz.

Marcus Holloway, un jeune Californien Afro-Américain, est le protagoniste principal de Watch Dogs 2. Né en 1992 à Los Angeles, il grandit à Oakland, et est connu par son surnom « Retr0 », qu'il a choisi pour son amour de la musique électronique et du hip-hop. Au début du jeu, après s'être infiltré dans le centre de données du ctOS, Marcus fait la rencontre d'un groupe d'hacktivistes inspiré du collectif Anonymous appelé DedSec, dont sont membres Sitara Dhawan, la cheffe de l'équipe à la fois graffeuse et DJ exécrant les multinationales et Big Brother, vandalisant des panneaux d'affichages ou autres cibles ; Timothée « Wrench » Blechman, hackeur affilié et ingénieur reconnaissable grâce à son masque dont la visière est équipée de lumières clignotant selon ses émotions ; Josh Sauchak, hackeur expert autiste, qui est la plupart du temps silencieux, apathique, ne semblant éprouver aucun sentiment envers les autres membres ; et Horatio Carlin, l'élément central qui organise les actions du groupe. Ils ont pour ennemi commun quiconque contrôle ou cherche à contrôler le ctOS pour ses propres intérêts — comme Dušan Nemec, l'antagoniste principal, présenté sous la fonction de directeur technologique de Blume —, et s'opposent également à Lenora « Lenni » Kastner, cheffe des Prime_Eight, un collectif rival de hackers.
L'univers de Watch Dogs 2 fait aussi apparaître des personnages de son prédécesseur,. À un certain point dans le jeu, le groupe fait la rencontre de Raymond « T-Bone » Kenney, l'un des personnages centraux, d'une façon plutôt inattendue, alors que DedSec vient de subir un revers cinglant. Aiden Pearce apparait également brièvement dans une mission dans laquelle Marcus doit l'aider à s'échapper des Bratva (mafia russe présente dans Marin qui fait de l'extorsion et du trafic en tous genres). Jordi Chin, fixeur (hackeur rival), est aussi présent dans le DLC Condition humaine où il fait équipe avec Marcus pour démanteler une activité clandestine. Des gangs sont disséminés dans le monde de Watch Dogs 2 : on y recense les 580 (un gang afro-américain présent dans Oakland et contrôlant le trafic d'héroïne), les Sons of Ragnarok (un gang de motards présent dans Oakland, la Silicon Valley et Marin, trafiquant de la méthamphétamine et des armes de contrebande), les Tezcas (un gang de rue mexicano-américain présent dans Oakland et San Francisco),, les Auntie Shu Boys (une faction criminelle sino-américaine qui fait dans le trafic d'êtres humains et de faux billets), et les Bratva mentionnés précédemment. Les chiens sont présents dans les jardins et les parcs en tant qu'animaux de compagnie des citoyens de la ville, et comme moyen de défense de la police et des gangsters,.

## Système de jeu

### Mode solo

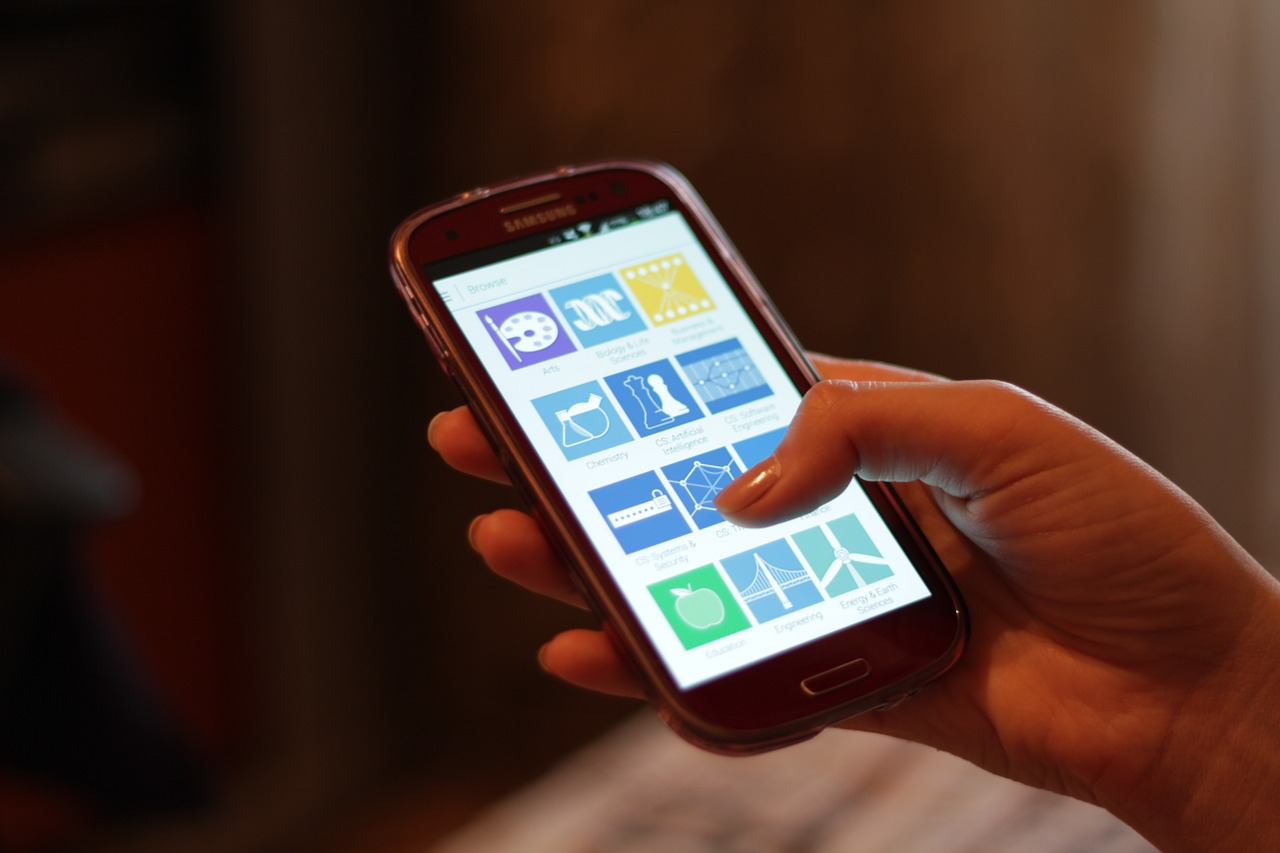
Le smartphone, élément essentiel du jeu permettant au joueur de hacker son entourage.

Tout comme son prédécesseur, Watch Dogs 2 est un jeu d'action-aventure avec des éléments d'infiltration à la troisième personne. Le joueur incarne Marcus Holloway, un jeune hacktiviste pouvant se déplacer à pied ou utiliser différents véhicules, tels que des voitures, des camions, des bus, des téléphériques, des motos, des quads et des bateaux,. La mécanique de conduite est revue et plus accessible, Marcus pouvant désormais tirer avec ses armes lorsqu'il est au volant de son véhicule.
Le joueur peut adopter une approche furtive ou agressive pour aborder les missions. La première option (furtive) lui permet d'éviter ses ennemis ou de les paralyser temporairement avec son pistolet à impulsion électrique, tandis que la seconde (agressive) l'autorise à exécuter ses ennemis à l'aide d'armes à feu fabriquées par impression 3D, d'explosifs (comme des mines), ou de la propre arme de défense de Marcus, qui est une boule de billard attachée à une corde élastique. Il dispose également du Jumper, une voiture téléguidée qui peut notamment être utilisée pour pirater des boîtiers ctOS dans des lieux inaccessibles, et d'un drone, qui a une portée limitée dans les airs et qui peut larguer deux types de projectiles, létal et non-létal. Hormis les armes et gadgets, le joueur peut faire usage du NetHack, une option permettant de voir à travers les murs, exposant de la sorte ennemis, opportunités tactiques, divers câbles et items.
L'environnement du jeu est vivant et interactif. Le joueur peut pirater les alentours à l'aide du smartphone de Marcus pour atteindre ses objectifs. Il lui est alors loisible de voler les données personnelles des personnages non-joueurs, intégrer les systèmes de caméra de surveillance, prendre à distance le contrôle d'un véhicule, utiliser des engins tels qu'un chariot élévateur et une grue pour parvenir à des points inatteignables sans aide alentour, faire exploser des canalisations, et dérégler les feux de circulation. Il peut aussi initier un faux avis de recherche sur un personnage non-joueur qui se verra alors tué par un gang, ou appréhendé par la police. Cependant, les compétences de Marcus sont limitées dès le début ; il doit donc finir des missions pour gagner en « abonnés » (qui font office de points de compétence) et ainsi débloquer plus d'options. De manière facultative, Marcus peut acheter des vêtements personnalisés grâce à l'argent qu'il a pu gagner, également en faisant des missions. En dehors des missions, le joueur peut se rendre dans le HackerSpace, quartier général des hackers, pour notamment changer de vêtements ou sauvegarder la partie.

### Multijoueur
Le mode solo de Watch Dogs 2 comprend un mode multijoueur coopératif limité (appelé seamless), dans lequel le joueur peut en rencontrer un autre qui se situe à proximité, de manière aléatoire,, créant ainsi beaucoup de « surprise » et des « événements non-scriptés et non-codés ». En tant qu'alliés, ils peuvent explorer ensemble le monde ouvert, et s'inviter mutuellement à jouer plus librement en mode multijoueur. En solo ou en multijoueur, le jeu dispose d'un système d'émote qui permet de communiquer par des gestes simples. Par ce biais, les joueurs peuvent saluer, complimenter, insulter, se moquer ou danser ; interagir entre eux ou avec des personnages non-joueurs. L'un des deux joueurs est automatiquement déconnecté de son allié lorsqu'il s'éloigne trop de lui, à environ 450 mètres (1 476,38 pi), ou lorsqu'il le blesse accidentellement ou intentionnellement. L'équipe de développement, consciente que l'arrivée inopinée d'un allié en mode solo pourrait être déstabilisante, inclut la possibilité de désactiver cette option.
Le mode multijoueur est débloqué après avoir terminé la quête Promenade dans le parc en mode solo, et propose six modes compétitifs. Dans le mode « Intrusion », qui est présent depuis le premier volet, le joueur rejoint secrètement une autre session solo pour voler les données d'un autre joueur. Le joueur envahisseur doit rester caché pendant le transfert de données, tandis que le joueur envahi doit identifier et tuer le joueur envahisseur. Un autre mode, le mode « Chasseur de primes », fait entrer le joueur dans la session solo d'un autre qu'il doit tuer, car semant le chaos. Le chassé peut soit riposter contre les chasseurs en les tuant, ce qui lui attribue une plus grande récompense, soit leur échapper jusqu'à l'expiration de la prime. Le chassé, quant à lui, peut également être aidé par un autre joueur si celui-ci choisit de le rejoindre. Les joueurs peuvent placer manuellement une prime sur eux-mêmes en utilisant le smartphone du jeu.
Les autres modes comprennent : « Showd0wn », « Course », « Homme contre machine » et « Camion blindé ». Dans le mode « Showd0wn », intronisé en avril 2017, 2 équipes de 2 joueurs s'affrontent dans des missions courtes qui varient de la première équipe à voler les disques durs à l'équipe offensive qui doit pirater les serveurs que l'équipe défensive protège dans un temps limité. Dans le mode « Course », jusqu'à quatre joueurs s'affrontent dans une course de drones, eKarts, bateaux ou vélos, pour atteindre la ligne d'arrivée. Dans le mode « Homme contre machine », jusqu'à quatre joueurs travaillent ensemble pour abattre une machine létale dans un temps restreint. Pour finir, dans le mode « Camion blindé », jusqu'à 4 joueurs s'affrontent pour subtiliser une boîte de valeur d'un fourgon blindé, et le gagnant est celui qui réussit à échapper à la police et aux autres joueurs.
Le mode solo comprend trois modes qui apparaissent de manière aléatoire en seamless : « Hacker le hackeur », où deux joueurs doivent pirater un personnage non-joueur sans se faire tuer par le groupe rival Prime_Eight, « Camion blindé », et « Poursuite », où ils doivent neutraliser un personnage non-joueur poursuivi par les forces de l'ordre.

## Développement

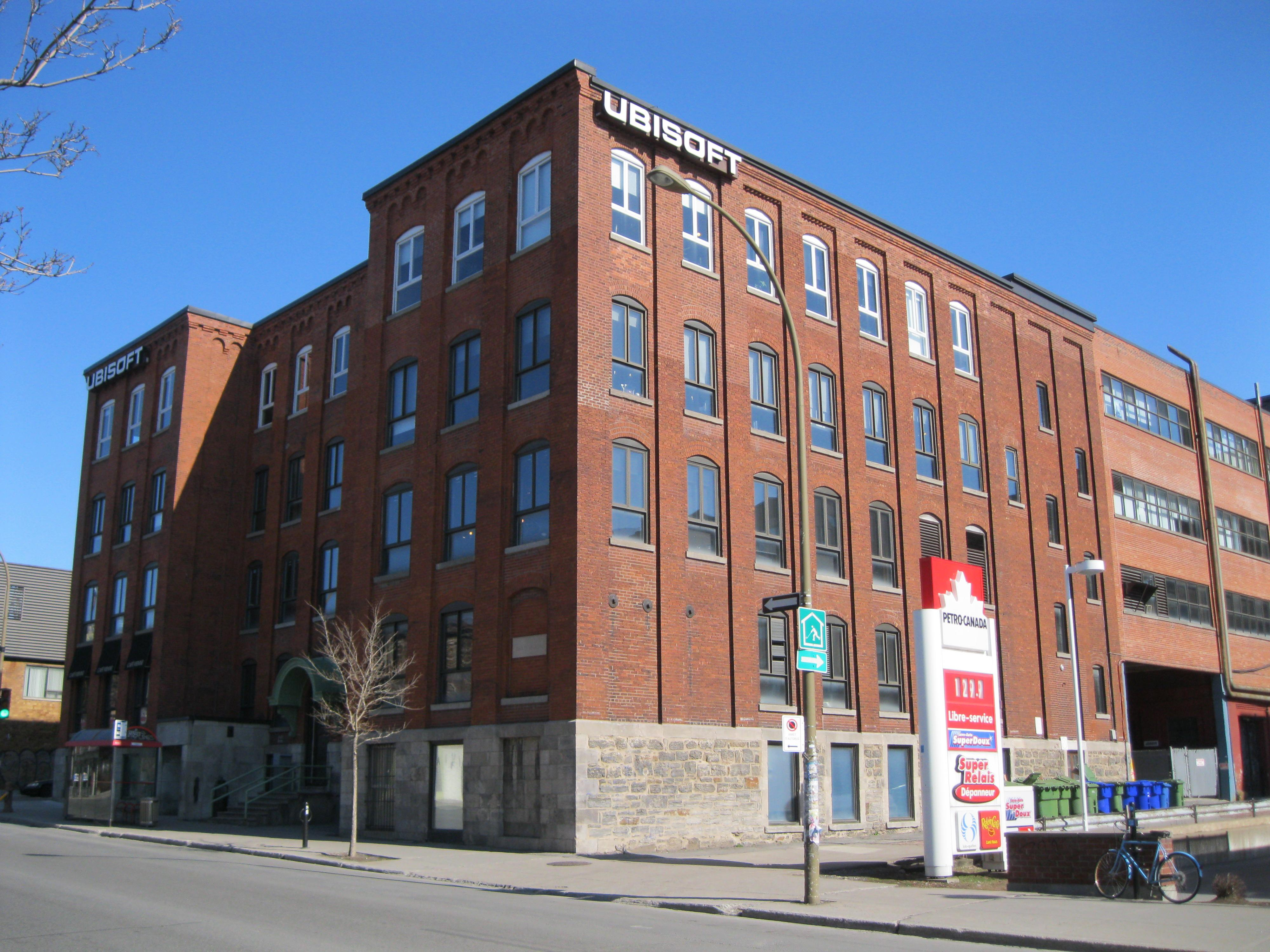
Ubisoft Montréal, développeur principal de Watch Dogs 2. Le bâtiment est présent dans le jeu en tant qu'easter egg.

Lors de l'E3 2014, Tony Key, dirigeant d'Ubisoft, annonce au nom de son équipe sa satisfaction quant aux chiffres de ventes du premier volet, et la transformation désormais effective de Watch Dogs en une franchise de longue durée. Le directeur créatif Jonathan Morin partage cet avis, arguant que le principal objectif de Watch Dogs était d'établir la franchise, et qu'il était prévu de prendre des risques avec une suite. Le développement de Watch Dogs 2 débute en 2014, avec la collaboration d'Ubisoft Montréal, développeur principal, aux côtés des autres filiales Ubisoft Toronto, Ubisoft Paris, Ubisoft Bucarest, Ubisoft Kyiv, et Ubisoft Reflections, qui fait usage d'une version améliorée de Disrupt en tant que moteur. Watch Dogs 2 a une soixantaine de programmeurs consacrés à son développement, et bénéficie d'un budget s'élevant à 130 millions d'euros (80 millions pour le développement et 50 millions pour le marketing), soit 10 de plus que le premier opus.
Dans le but d'améliorer le gameplay, Jonathan Morin et son équipe recensent les critiques négatives du premier jeu en visitant divers forums, comme NeoGAF. Ils décident alors de créer un environnement « crédible », d'octroyer une plus grande liberté aux joueurs, et de présenter un nouveau personnage principal, dont la personnalité serait complètement différente de celle d'Aiden Pearce. La franchise passe donc d'un antihéros anonyme et solitaire à un personnage plus dynamique et associé à un groupe. La mécanique de conduite des véhicules est entièrement revue par Ubisoft Reflections, développeur de la série Driver. Ubisoft assure également que Watch Dogs 2 ne subira aucune baisse graphique, du fait qu'il est développé dès le départ pour PlayStation 4 et Xbox One. Le scénario devient plus thématique, les missions du mode solo étant structurées comme des arcs narratifs qui durent jusqu'à 90 minutes chacun et font avancer l'intrigue après chaque réussite.
Lors du développement, Ubisoft Montréal s'associe à des hackeurs, dont David Maynor, afin de valider le scénario, le jargon utilisé, et les mécaniques de jeu pour assurer l'authenticité du sujet. De son côté, le directeur de contenu Thomas Geffroyd, fort de vingt ans d'expérience dans la communauté du piratage, a pour mission d'accumuler des informations auprès d'hacktivistes, tels que Violet Blue, puis de les relayer à l'équipe. L'imagerie imposée par le groupe d'hacktivistes fictif DedSec est influencée par la culture des GIF animés, du glitch art et des bandes dessinées de la fin des années 1940. Le jeu s'inspire également de faits réels comme le Projet Chanology, qui est transposé dans la mission « Faux profits ». Concernant l'environnement du jeu, l'équipe effectue des voyages fréquents de repérage en Californie à la recherche d'éventuels décors, et de points de repères locaux de cette région. Pour les régions qu'ils n'ont pas pu intégrer au jeu, l'équipe redessine ces lieux pour les réintégrer ensuite. Selon le producteur Dominic Guay, la présence de lieux réalistes et précis dans le jeu est essentielle car ils incitent le joueur à explorer le monde ouvert. Watch Dogs 2 permet d'ailleurs aux joueurs de s'aventurer dans la ville librement dès le départ, contrairement aux précédents jeux à monde ouvert d'Ubisoft. Le nouveau système de progression du jeu, qui demande aux joueurs de gagner des abonnés plutôt que d'accomplir des missions, est une autre façon pour Ubisoft Montréal d'espérer encourager l'exploration et de faire en sorte que la ville donne un plus grand sentiment de « liberté »,.
La bande-son, qui est un mélange de musique électronique et de hip-hop, est composée par Hudson Mohawke (alias HudMo ou Mohawke), et s'inspire de musiques culte de science-fiction. Ubisoft s'associe également au producteur néerlandais Oliver Heldens pour adapter, dans le style visuel propre à DedSec, la vidéo de son morceau musical Good Life. Pour l'acquisition de chansons sous licence, un accord est passé avec Amoeba Music, et ainsi la bande-son de Mohawke sort séparément sous le titre DedSec - Watch Dogs 2 (Original Game Soundtrack) au label discographique Warp Records.

### Distribution française
La direction artistique de la version française est attribuée à Gilles Morvan. Eilias Changuel est le comédien qui prête sa voix au protagoniste Marcus Holloway. Les personnages du groupe DedSec sont interprétés par Adrien Larmande (Wrench), Victoria Grosbois (Sitara), Brice Ournac (Josh) et Jean-Baptiste Anoumon (Horatio Carlin). Raymond « T-Bone » Kenney, personnage présent dans le premier opus, est doublé par José Luccioni. Les antagonistes sont doublés par Déborah Perret (Lenni), Nessym Guetat (Dušan Nemek), et les personnages secondaires par Thierry Desroses (Miranda Comay) et Jérémy Prévost (Jimmy Siska).

### Sortie
Au début de 2016, des rumeurs circulent selon lesquelles une suite à Watch Dogs sortirait. Ces rumeurs sont officialisées par Ubisoft à travers des rapports financiers en février et mai 2016 avant d'être confirmées dans le cadre du programme de l'E3 2016. Un livestream de 20 minutes est organisé le 8 juin 2016,, dans lequel Ubisoft annonce la sortie de Watch Dogs 2 pour le 15 novembre de la même année sur Microsoft Windows, PlayStation 4 et Xbox One en six éditions distinctes, la version PlayStation 4 Pro bénéficiant de quelques améliorations. Le 27 octobre 2016, Watch Dogs 2 est annoncé comme prêt à être publié, mais la version Windows est repoussée au 29 novembre 2016 pour s'assurer que le jeu est bien optimisé. Bien avant ces annonces, le jeu fait la couverture du magazine Edge en août 2016 et, à deux semaines de la sortie, Ubisoft et Samsung s'associent pour offrir un lien de téléchargement numérique gratuit de Watch Dogs 2 à l'achat d'un disque dur ou d'un écran de jeu incurvé.
Une sortie anticipée d'exemplaires Amazon Prime s'effectue le 12 novembre 2016, révélant des problèmes avec le multijoueur, qu'Ubisoft promet de corriger dans les temps, bien que la société interrompe temporairement les ventes le jour de la sortie officielle, citant des latences et plantages persistants. Une semaine après la sortie du jeu, le multijoueur coopératif est activé. Une version d'essai gratuite, d'une durée de trois heures, est publiée le 17 janvier 2017 sur PlayStation 4, et le 24 janvier sur Xbox One. Pour accompagner la sortie du jeu, quelques DLC dématérialisés — Pack « T-Bone », Condition humaine et Sans concession — sont publiés, le 21 décembre 2016, le 7 mars 2017, et en avril 2017, respectivement.
La précommande de l'édition « Gold » collector comprend du contenu bonus tel que des skins d'armes, des véhicules et des drones ; l'édition « Deluxe » collector contient les mêmes éléments, mais exclut le passe de saison (season pass). Chacune de ces éditions, ainsi que l'édition collector générique, contient une figurine du robot Wrench Junior, contrôlée par une application mobile sur smartphone ou tablette. Les membres d'Amazon et de Twitch Prime, eux, ont droit à du contenu gratuit comme des boosts de XP et des packs de skin. La mission Tueur du Zodiaque, dans laquelle Marcus Holloway est à la poursuite d'un copycat du tristement célèbre criminel, est également exclusive à l'achat en précommande. ScoutXpedition, une mission bonus de précommande sur PlayStation 4, devient gratuite en janvier 2017.

## Accueil

### Presse spécialisée
Watch Dogs 2 est accueilli de manière « généralement favorable » par la presse spécialisée, selon l'agrégateur Metacritic,,, qui salue son univers « totalement différent », ses personnages, son gameplay « plus riche » (notamment la mécanique de conduite), et la sensation de « liberté accrue », par rapport au premier volet. Dans son ensemble, Watch Dogs 2 corrige « presque tous les aspects négatifs de celui-ci » et, de ce fait, « marque un changement favorable dans la franchise », rappelant la progression constatée entre Assassin's Creed et sa suite sur la génération de consoles précédente,.
Comme dans Watch Dogs, la composante hacking du jeu, « qui peut être utilisée dans de multiples domaines », est principalement mise en avant. Quant à la bande-son, elle est « éclectique » et « mise autant sur l'ambient, le hip-hop ou bien encore le rock ». Concernant son environnement, le jeu « arrive avec la promesse d'un univers plus dense », et d'« une belle immersion » dans une baie de San Francisco « proche de la réalité ». Par ailleurs, les tâches demandées pour gagner des abonnés donnent envie d'explorer cet univers, plus fantaisiste et moins sérieux que celui du premier volet, dont l'environnement est homogène. De par son monde ouvert et certains éléments comme les armes, le jeu est comparé par la presse spécialisée à la franchise vidéoludique Grand Theft Auto, et aux séries télévisées Person of Interest et Mr. Robot.
Les personnages sont bien accueillis pour leur personnalité, et leur diversité : c'est le cas par exemple pour Miranda Comay, femme transgenre noire, et Josh Sauchak, membre de DedSec porteur du trouble du spectre de l'autisme. Le protagoniste Marcus Holloway ne fait toutefois pas l'unanimité, des incohérences subsistant entre sa personnalité et ses actions. Si Marcus est « charismatique, sociable », et semble « sympathique et amusant », il peut se montrer extrêmement violent, ce qui semble hors contexte. Le penchant de Marcus pour l'intégrité morale est en contradiction notable avec la possibilité de lui faire tuer des innocents. Par conséquent, pour que la violence devienne une alternative viable à l'approche furtive, il faut faire abstraction de la personnalité du personnage. Cependant, certains critiques estiment que « le meurtre n'a pas grande utilité » et que « la furtivité suffit », tandis que d'autres parlent de « dissonance narrative ». Pour Philip Kollar de Polygon, les joueurs « jeunes, en colère contre le système, et en faveur de ce qui pourrait mieux marcher dans le monde » peuvent s'identifier aux personnages de Watch Dogs 2.
Les armes utilisées par l'ensemble des personnages sont également saluées, même si les fusillades sont « très classiques et pas spécialement exaltantes ». L'usage du pistolet paralysant est comparé à la possibilité qu'a le joueur, dans Metal Gear Solid, de se préparer au réveil d'un ennemi qu'il a endormi en comptant littéralement les « Z » flottant au-dessus de la tête de celui-ci.
Des problèmes techniques — comme les bugs et le faible frame rate — sur la version PlayStation 4, ainsi que les retards liés au multijoueur, sont cités et fustigés, bien qu'ils aient été par la suite corrigés avec le patch de mise à jour 1.04. Le multijoueur seamless « refait qui plus est son apparition pour offrir des diversions supplémentaires avec notamment ce principe de chasseur/proie quand un hackeur débarque dans notre partie ». D'autres points négatifs sont notés tels que « la surpuissance de Marcus au corps-à-corps et un moteur physique rendant, de temps à autre, les collisions à moto ridicules et le parkour imprécis ».

### Ventes
En novembre 2016, Ubisoft révèle les « ventes décevantes » des pré-commandes, et décide d'adopter une approche prudente auprès des investisseurs en réduisant les projections de vente de la deuxième moitié de l'année fiscale 2017. Le directeur général Yves Guillemot explique qu'il se sent malgré tout en confiance avec les futures ventes, et compare la situation à celle de Far Cry 3, un jeu au faible écoulement des stocks de pré-commandes qui fut pourtant un succès commercial. Il pense que les joueurs sont incertains de la qualité de Watch Dogs 2 comparativement au premier volet, et s'attend à ce que les ventes décollent après la parution de critiques positives dans la presse spécialisée,.
Watch Dogs 2 atteint la première place des ventes en France à la 46e semaine de 2016, devant FIFA 17 et Battlefield 1 respectivement. Au Royaume-Uni, d'après GfK Chart-Track, il atteint le deuxième rang des meilleures ventes durant la semaine de sortie, avec 80 000 exemplaires écoulés grâce au bouche-à-oreille, soit une augmentation des ventes de 80 % par rapport au premier volet,. Aux États-Unis, le jeu se classe 8e dans les ventes de janvier 2017. Au Japon, 68 796 exemplaires de la version PlayStation 4 ont trouvé preneur au 18 décembre 2016. En mai 2020, Ubisoft annonce que le jeu totalise plus de 10 millions d'exemplaires vendus.

## Postérité
Une suite, intitulée Watch Dogs: Legion, est annoncée par Ubisoft avec un teaser posté sur Twitter une semaine avant l'annonce officielle à l'E3 2019, où la date de sortie est d'abord révélée pour le 6 mars 2020, mais ensuite repoussée au 29 octobre.